# Disolact lactase
Disolact is een lactase-enzympreparaat dat in Nederland bij de apotheek zonder recept verkrijgbaar is.
Disolact wordt als capsules afgeleverd.

## Lactose-intolerantie
Mensen met een lactose-intolerantie verdragen geen lactose of melksuiker. Voor veel van hen levert dit geringe klachten op zoals winderigheid, misselijkheid en lichte buikpijn. Mensen met een ernstigere mate van lactose- intolerantie ervaren klachten welke ook weleens verward worden met IBS/spastische darm. Door het gebruik van lactasepreparaten kunnen de klachten van de lactose-intolerantie verminderen of zelfs voorkomen worden. Het nadeel is wel dat bij elke inname van lactosebevattende producten zoals melk, zachte kaas, vla, en dergelijke, een dosering ingenomen dient te worden.